# جئو لین
جئو لین (انگلیسی: Zhuo Lin؛ ۶ آوریل ۱۹۱۶ – ۲۹ ژوئیهٔ ۲۰۰۹) سیاستمدار اهل ملت چین بود. وی سومین و آخرین همسر دنگ شیائوپینگ رهبر سابق چین بود.
جئو لین در ۲۹ ژوئیه ۲۰۰۹، در سن ۹۳ سالگی درگذشت.